# Amt Boostedt-Rickling
Het Amt Boostedt-Rickling is een Amt in de Duitse deelstaat Sleeswijk-Holstein. Het omvat zes gemeenten in de Kreis Segeberg. Het bestuur voor het Amt is gevestigd in de Boostedt. 

## Deelnemende gemeenten
1. Boostedt
2. Daldorf
3. Groß Kummerfeld
4. Heidmühlen
5. Latendorf
6. Rickling